# Rhaphidorrhynchium capilliforium
Rhaphidorrhynchium capilliforium là một loài Rêu trong họ Sematophyllaceae. Loài này được (Herzog) Broth. miêu tả khoa học đầu tiên năm 1925.